# Национален съвет за тристранно сътрудничество
Националният съвет за тристранно сътрудничество (НСТС) е съвет към Министерския съвет. Той дава мнения по проекти на нормативни актове относно отношения, жизненото равнище, бюджетната политика и други теми.
Към 2025 г. НСТС има 17 члена, представляващи тези три страни:
- правителство, например:
  - Министър на труда и социалната политика на България
- профсъюзи, например:
  - Конфедерация на независимите синдикати в България
  - Конфедерация на труда „Подкрепа“
- организации на работодатели, например:
  - Асоциация на индустриалния капитал в България
  - Българска стопанска камара
  - Конфедерация на работодателите и индустриалците в България
  - Съюз за стопанска инициатива